# Porricondyla parrishi
Porricondyla parrishi är en tvåvingeart som beskrevs av Ephraim Porter Felt 1915. Porricondyla parrishi ingår i släktet Porricondyla och familjen gallmyggor.
Artens utbredningsområde är Guyana. Inga underarter finns listade i Catalogue of Life.